# 內蒂夫哈阿薩拉
內蒂夫哈阿薩拉（直译：「十人之路」），是以色列南部區的莫沙夫。其位於內蓋夫沙漠西北部，與加沙走廊北部接壤，隸屬於阿什克隆海岸地區議會管轄。2021年人口為900人。

## 歷史
內蒂夫哈阿薩拉於1982年由70個家庭建立，他們是以色列在西奈半島內蒂夫哈阿薩拉定居點的居民，該定居點因《戴維營協議》而被解散。該莫沙夫的命名是為紀念在1971年於拉法市以南一次直升機事故中喪生的10名士兵，其最初被命名為「民言」（猶太教詞彙，意為由10名13歲以上男子組成的祈禱班）。
2005年以色列從加沙撤軍後，內蒂夫哈阿薩拉成為以色列距加沙走廊最近的社區，離巴勒斯坦城鎮拜特拉希亞邊界400公尺。在村莊的南邊，一個停車場被改造成以色列國防軍基地，並部署坦克。其豎立電圍欄以阻止來自加沙的入侵，並建造3堵混凝土牆來抵禦巴勒斯坦狙擊手。
莫沙夫是卡桑火箭、喀秋莎火箭炮、和迫擊砲砲擊目標。2007年，人民抵抗委員會派出兩名遊擊隊員潛入莫沙夫，但被以色列國防軍擊斃。
2005年7月14日，一名22歲的以色列裔巴西女子達娜·加爾科維奇，於內蒂夫哈阿薩拉被卡桑火箭炸死。2007年1月10日，1名9歲女學生被殺。2010年3月10日，一名泰國工人被殺。
在2023年10月以色列—哈馬斯戰爭中，莫沙夫的15名居民被確認在2023年10月7日的內蒂夫哈阿薩拉大屠殺中喪生。

## 旅遊
2010年代，內蒂夫哈阿薩拉成為旅遊景點，越來越受外國遊客歡迎，儘管其不斷受到加沙火箭襲擊的威脅，但這裏的社區仍過著平凡的生活。由建築師茲維·帕斯捷爾納克設計的觀景平台於2018年春季開放，遊客可以看到南部的加沙市和北部的亞實基倫。
和平之路馬賽克牆藝術計畫和教育中心也位於內蒂夫哈阿薩拉。